# Anisodactylus heros
Anisodactylus (Anisodactylus) heros – gatunek chrząszcza z rodziny biegaczowatych i podrodziny Harpalinae.

## Taksonomia
Gatunek ten został opisany w 1801 roku przez Johana Christiana Fabriciusa jako Carabus heros. Klasyfikowany jest w podrodzaju nominatywnym Anisodactylus s. str. lub Pseudohexatrichus.

## Opis
Chrząszcz średniej wielkości, 10 do 13 mm długi. Ubarwiony żółtawo-czwerowono z czarnymi przedpleczem i tylnymi ⅔ pokryw.

## Rozprzestrzenienie
Gatunek palearktyczny. Wykazany z Hiszpanii, Portugalii, Włoch (Sardynia i Sycylia), Maroka, Algierii i Tunezji.